# 沙尔呼热街道
沙尔呼热街道，是中华人民共和国内蒙古自治区通辽市霍林郭勒市下辖的一个乡镇级行政单位。

## 行政区划
沙尔呼热街道下辖以下地区：
南苑社区、准特花社区、沙尔敖包社区和工业园区。